# Bryliwka
Bryliwka (ukrainisch Брилівка;  russisch Брилёвка Briljowka) ist eine Siedlung städtischen Typs in der ukrainischen Oblast Cherson mit etwa 4300 Einwohnern (2014).
Bryliwka wurde 1945 gegründet und erhielt 1964 den Status einer Siedlung städtischen Typs.
Bryliwka liegt an der Bahnstrecke Cherson–Kertsch 51 km südöstlich vom Rajonzentrum Oleschky und 64 km südöstlich der Oblasthauptstadt Cherson nahe der Fernstraße M 17. Nordwestlich der Ortschaft liegt das Dorf Welyki Kopani und nördlich das Wüstengebiet Oleschky-Sande.
Am 9. Dezember 2016 wurde die Siedlung ein Teil der Landgemeinde Wynohradowe; bis dahin bildete sie zusammen mit dem Dorf Myrne (Мирне) die Siedlungsratsgemeinde Bryliwka (Брилівська селищна рада/Bryliwska selyschtschna rada) im Südosten des Rajons Oleschky.
Seit dem 17. Juli 2020 ist es ein Teil des Rajons Cherson.